# نبع الفوار (حمص)

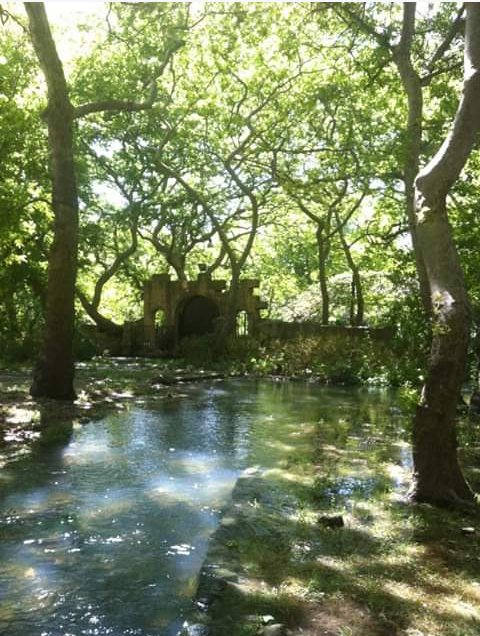
صورة للطبيعة بجانب نبع الفوار

نبع الفوار هو من الأماكن السياحية الهامة في وادي النصارى ومحافظة حمص، يقع قي بلدة الزويتينة بالقرب من دير مارجرجس الأثري. وقد قام بجانبه عدة مقاهي مطاعم ومنتجعات لاستقطاب الناس الذين يقصدون إليه لمشاهدة تفجّر المياه فيه على شكل «فوران».

## التكوين
النبع عبارة عن هوة داخل مجموعة من الصخور الكلسية في باطن الأرض وتتفجر المياه من الجهة الشمالية للهوة لتدخل من جديد في عمق الأرض من جهة الجنوب وبعد فترة زمنية تتفجر المياه من الجهة التي دخلت منها وبكميات كبيرة على شكل فوران ولذلك سمي النبع بالفوّار. ثم تجري المياه في وادي يسمى نهر العطشان. فوران النبع غير محدد وقد عجز علماء الأرض عن وصفه، ومن الممكن أن يفور ثلاث مرات في يوم واحد، بينما يستمر أحياناً لشهور دون أن يفيض، وذلك حسب تأثّره بالعوامل الجولة والجيولوجية. يعرف الناس عن موعد فيضانه من خلال شعورهم بالهزات التي تحدثها مياهه في باطن الأرض.

## تاريخ
الاسم التاريخي للنبع هو «السبتي» وقد أُطلق عليه في عهد الإمبراطور الروماني تيتوس؛ وهي تسمية جاءت من اعتقاد السكان أن النبع لا يفور إلا سبعة أيام فقط. وتعود أهميته وشهرته، إلى وقوعه على الطرق التجارية المهمة التي تربط طرابلس بارطوسية وعرقة.

### أسطورة الشفاء
وفقاً لمعلومات السكان القدماء، فإن النبع كان لا يفور إلا ثلاثة أيام، ثم يتوقف ولا تخرج منه أي قطرة، فأصبح من المواقع التي يقصدها المارّون باعتباره شيء عجيب ومميز، ونتيجة لذلك، ولوقوعه قرب بعض الأماكن المقدسة أصبح الناس يحجّون إليه، وأقاموا مزاراً بقربه للصلاة وطلب الشفاء. كما أن معلومات أخرى تفيد المصابين بالأمراض الجلدية كانوا يأتون إليه ويستفيدون من مياهه لأجل الشفاء.

## الأهمية
من حيث الموقع، فإنه يقع في إحدى المناطق السياحية في سوريا، وادي النصارى، ويُطلّ على دير مارجرجس الحميراء، وذلك أدى لارتفاع أهميته السياحية باعتبار القرى المجاورة له «مصيفًا». وقد أُقيمت بقربه عدة مطاعم وفنادق ومنتجعات لاستقطاب الزوّار. تزداد أهمية النبع في فصل الشتاء وذلك لغزارة مياهه وقوّة الفيضان.